# Jensen (Utah)
Fort Duchesne – jednostka osadnicza w Stanach Zjednoczonych, w stanie Utah, w hrabstwie Uintah.